# كأس النرويج 2020

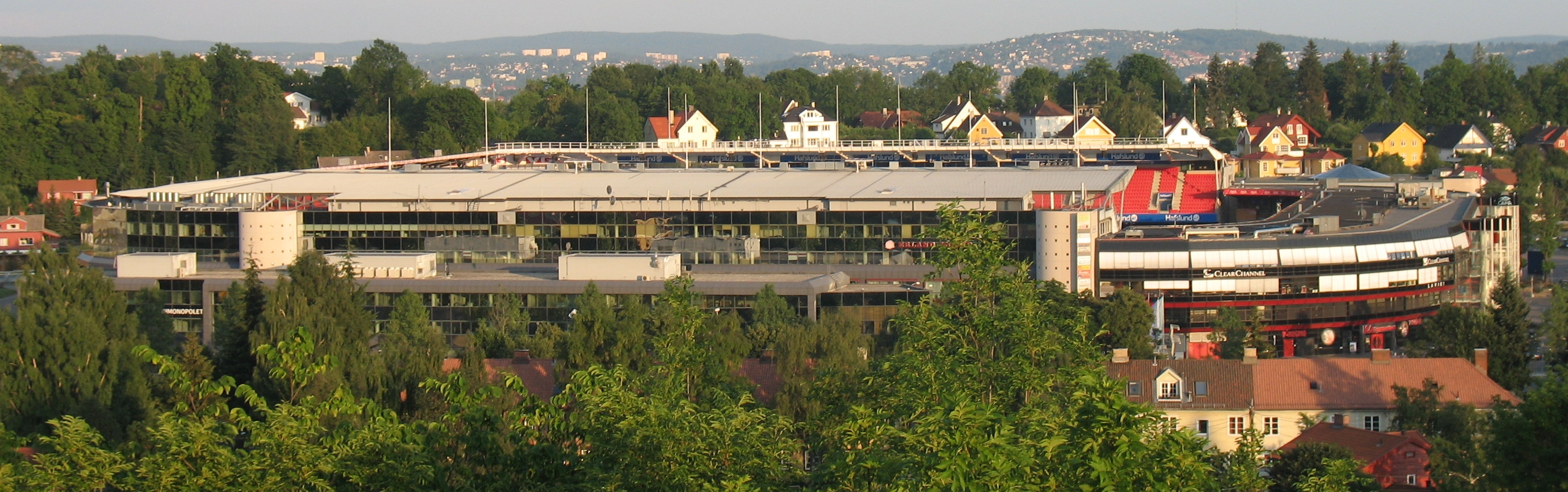
ملعب أوليفال، أوسلو - مكان نهائي كأس النرويج

كان من المقرر أن يبدأ كأس كرة القدم النرويجية 2020 وهو الموسم 115 من بطولة كرة القدم النرويجية السنوية. كانت ستبدأ بمباريات تأهيلية في مارس وأبريل 2020. كان من المقرر أن تقام الجولة الأولى في 22 أبريل 2020 وكان من المفترض أن تختتم البطولة مع إقامة المباراة النهائية في 25 أكتوبر 2020.
تغيير الجدول الزمني قبل موسم 2020 يعني أن نهائي الكأس سيُلعب عدة جولات قبل انتهاء الدوري، بدلاً من الأسبوع الذي يلي انتهائه، لتجنب الوصول إلى النهائي في ديسمبر.
بسبب وباء كورونا-19، تم تأجيل البداية، وبعد ذلك تم إلغاء المسابقة بسبب عدم وجود وقت كافٍ للعبها خلال موسم 2020.

## التقويم
فيما يلي مواعيد كل جولة كما هو محدد في الجدول الرسمي:
| مرحلة            | مستدير                | التاريخ الرئيسي | عدد التركيبات | النوادي   |
| ---------------- | --------------------- | --------------- | ------------- | --------- |
| جولات التصفيات   | جولة التصفيات الأولى  | ألغيت           | 96            | 272 × 176 |
| جولات التصفيات   | جولة التصفيات الثانية | ألغيت           | 48            | 176 ← 128 |
| البطولة الرئيسية | الجولة الأولى         | ألغيت           | 64            | 128 ← 64  |
| البطولة الرئيسية | الجولة الثانية        | ألغيت           | 32            | 64 ← 32   |
| البطولة الرئيسية | الجولة الثالثة        | ألغيت           | 16            | 32 ← 16   |
| البطولة الرئيسية | الجولة الرابعة        | ألغيت           | 8             | 16 ← 8    |
| البطولة الرئيسية | الدور ربع النهائي     | ألغيت           | 4             | 8 → 4     |
| البطولة الرئيسية | نصف النهائي           | ألغيت           | 2             | 4 → 2     |
| البطولة الرئيسية | نهائي                 | ألغيت           | 1             | 2 → 1     |